# شهرک صنعتی آمل
شهرک صنعتی امامزاده عبدالله آمل یک شهرک صنعتی در دو فاز ۸۰ هکتاری و ۴۰ هکتاری است. این شهرک که بزرگترین شهرک صعنتی آمل است در هفت کیلومتری شهر واقع شده و به دلیل نزدیک بودن به محور مواصلاتی هراز از اهمیت ویژه‌ای برخوردار است. این شهرک صنعتی در سال ۱۳۷۱ به تصویب هیئت دولت رسید و در همین سال این شهرک در شهرستان آمل تأسیس شد.

## آمار کارخانجات
در حال حاضر ۲۰۰ واحد فعال خصوصی مشغول به فعالیت هستند.